# Peder målare

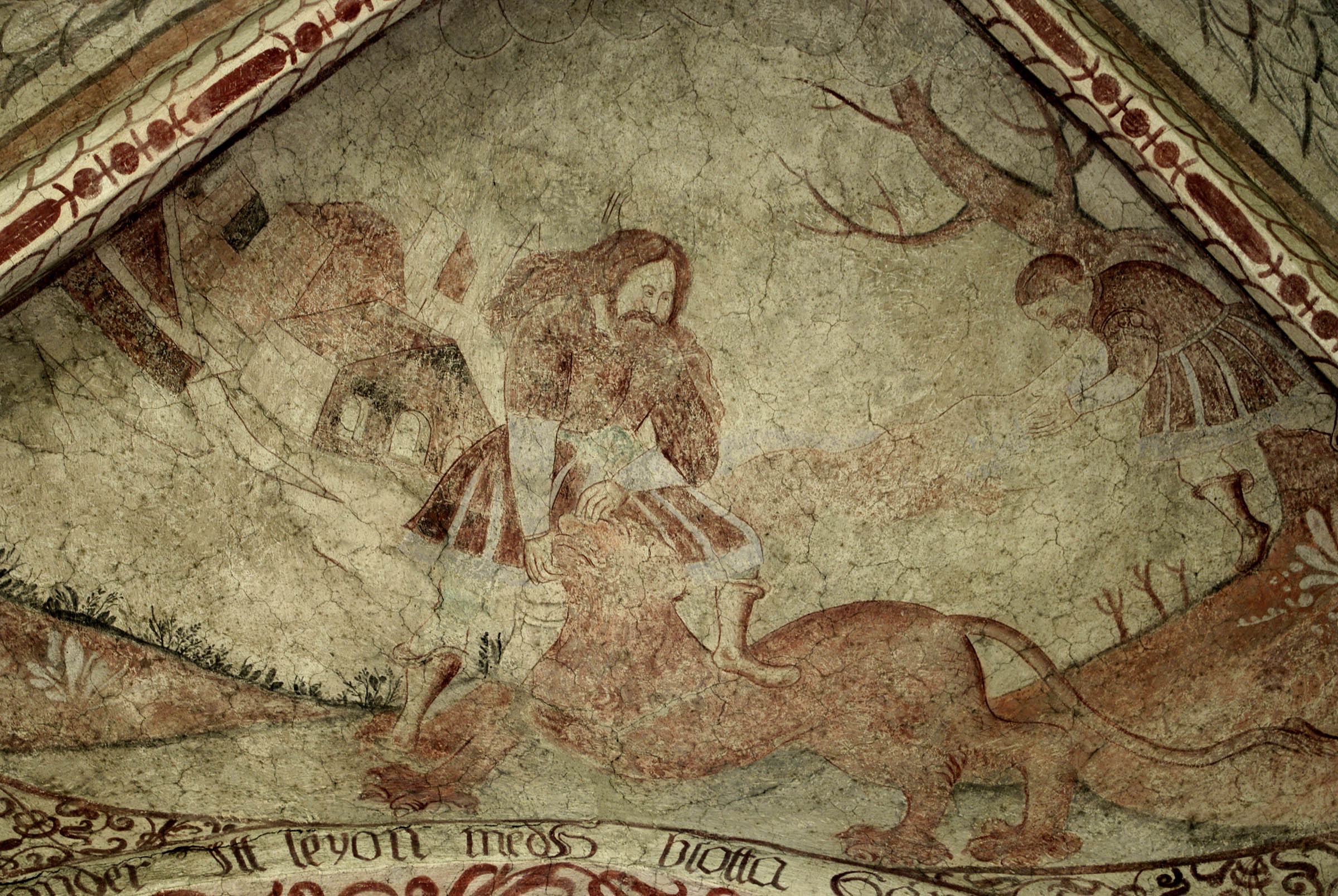
Simson och lejonet i Bälinge kyrka.

Peder målare var en svensk kyrkomålare verksam i Mälardalen under 1600-talets första hälft.
Peder målare kom till Bälinge från Södertälje men troligen härstammade han från Nyköpingstrakten. Man vet att Peder målare utförde målningar i Bälinge kyrka 1620 och 1621. I kyrkan målade han fyra av långhusets travéer samt en del av det södra transeptet med en huvudsakligen enhetlig dekoration. Målningen består av beslagsornamentik, slingrande band med tofsar samt stora frukter som tyder på ett renässansinflytande. Men kompositionen bär tydliga drag från medeltidstraditioner med naturalistiskt framställda bibliska scener i de stora valvkapporna. Målningen är utförd i en varm färgskala med rödbrunt och rött som de mest framträdande färgerna. I det västra valvet finns den mest konstnärliga målningen som visar en framställning av de fyra elementen. Han har sannolikt även utfört målningarna i Tystberga kyrka fast med en enklare färgskala och hårdare tecknade figurer.
Peder har målat bibliska scener i flera Södermanlandskyrkor, däribland Bergshammars kyrka, Bälinge kyrka, Tuna kyrka, Tunabergs kyrka och Tystberga kyrka i nuvarande Nyköpings kommun. Hans främsta motiv är ur Simsons historia.